# Evelio Menjivar-Ayala

Bischofswappen von Evelio Menjivar-Ayala

Evelio Menjivar-Ayala (* 14. August 1970 in Chalatenango) ist ein salvadorianisch-US-amerikanischer römisch-katholischer Geistlicher und Weihbischof in Washington.

## Leben
Evelio Menjivar-Ayala emigrierte als Jugendlicher mit seinem Bruder in die Vereinigten Staaten. Später erhielt er die Staatsbürgerschaft der Vereinigten Staaten. Von 1995 bis 1999 studierte Menjivar-Ayala Philosophie am Priesterseminar St. John Vianney in Miami und von 1999 bis 2002 Katholische Theologie an der Päpstlichen Universität Heiliger Thomas von Aquin in Rom. Weiterführende Studien am Pontificio Istituto Scalabriniano di Teologia Pastorale per la Mobilità Umana in Rom schloss er mit dem Lizenziat ab. Während seiner Studienzeit in Rom war er Alumnus des Päpstlichen Nordamerika-Kollegs. Er wurde am 10. Oktober 2002 im Petersdom durch den Erzbischof von Milwaukee, Timothy Dolan, zum Diakon geweiht und empfing am 29. Mai 2004 in Washington, D.C. durch den Erzbischof von Washington, Theodore Kardinal McCarrick, das Sakrament der Priesterweihe für das Erzbistum Washington.
Evelio Menjivar-Ayala war zunächst als Pfarrvikar der Pfarreien Mother Seton in Germantown (2004–2008) und Saint Bartholomew the Apostle in Bethesda (2009) sowie an der Cathedral of St. Matthew the Apostle in Washington, D.C. (2009–2013) tätig, bevor er 2013 Pfarrer der Pfarrei Our Lady Queen of the Americas in Washington, D.C. wurde. Später fungierte er zudem als Dechant des Dekanats Middle Prince George’s County. Ferner gehörte er dem Priest Personnel Board und dem Archidiocesan Child Protection Advisory Board an. Ab 2017 war Menjivar-Ayala Pfarrer der Pfarrei St. Mary in Landover.
Am 19. Dezember 2022 ernannte ihn Papst Franziskus zum Titularbischof von Aëtus und zum Weihbischof in Washington. Der Erzbischof von Washington, Wilton Daniel Kardinal Gregory, spendete ihm und Juan Esposito-Garcia am 21. Februar 2023 in der Cathedral of St. Matthew the Apostle in Washington, D.C. die Bischofsweihe; Mitkonsekratoren waren der Bischof von Houma-Thibodaux, Mario Eduardo Dorsonville-Rodríguez, und der Weihbischof in Washington, Roy Edward Campbell. Sein Wahlspruch Ibat cum illis („Er ging mit ihnen“) stammt aus Lk 24,15 . Als Weihbischof ist Evelio Menjivar-Ayala zudem Generalvikar des Erzbistums Washington. Außerdem gehört er dem Priesterrat und dem Konsultorenkollegium an.